# Sommelsdijk

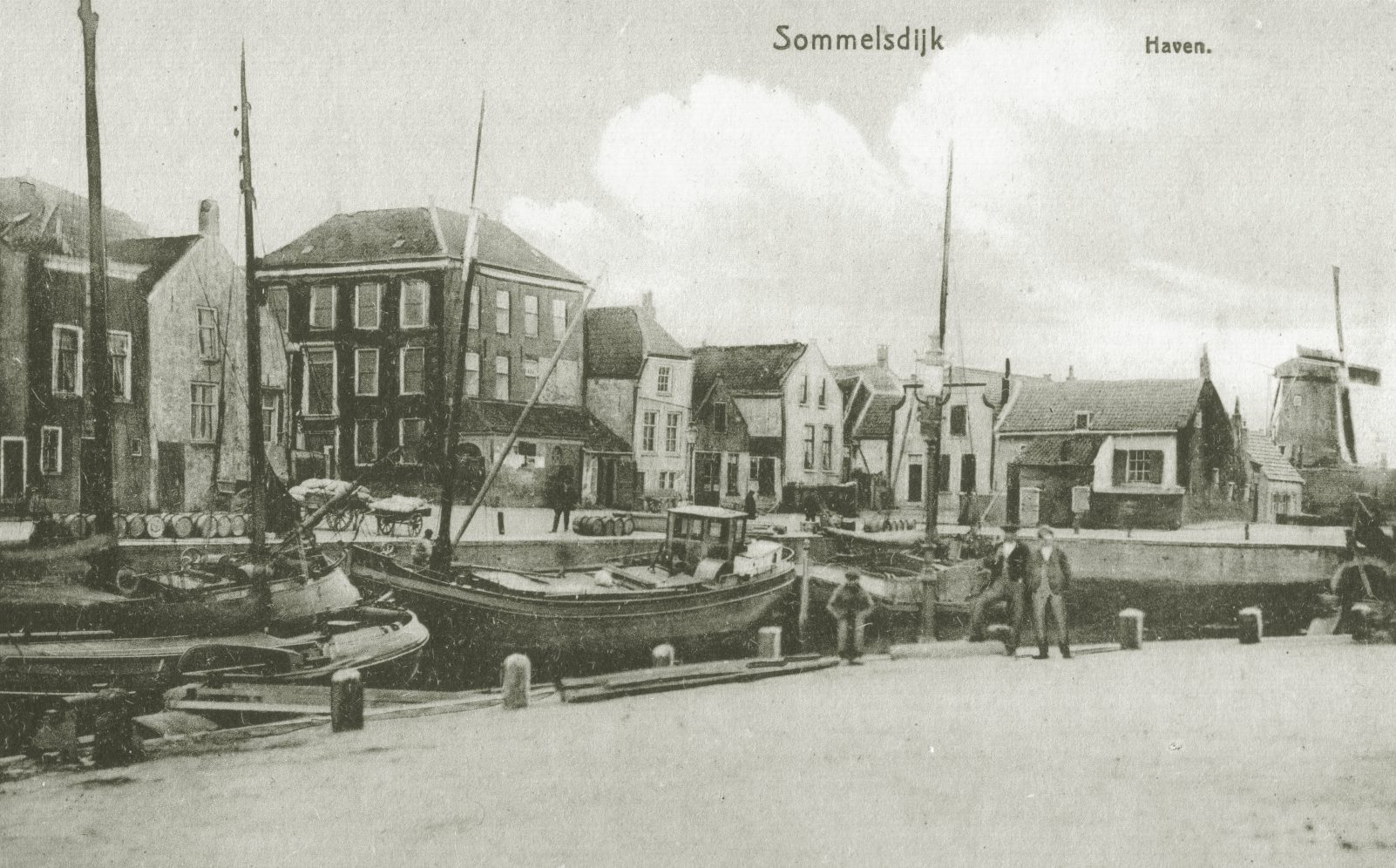
Antigo cartão postal de Sommelsdijk.

Sommelsdijk é uma vila localizada na ilha de Goeree-Overflakkee, nos Países Baixos. 